# Věra Slunéčková
Věra Slunéčková je česká herečka, zpěvačka a učitelka.
Absolvovala herectví na konzervatoři a dramatickou výchovu na Divadelní akademii. Skládá a zpívá vlastní písničky. Spolu s Milanem Dvořákem interpretuje překlady ruských písničkářů (Aleksandr Galič, Novella Matvějevová, Bulat Okudžava, Vladimir Vysockij).

## Dílo

### Rozhlasové nahrávky
- 1989 František Pavlíček: Adonisův návrat
- 1990 Eva Košlerová: Marco Polo, [2]
- 1990 John Cheever: Zabiju tě v Shady Hillu[3]
- 1991 K.J.Erben: Zlatovláska[4]
- 1991 E. T. A. Hoffmann: Zlatý kořenáč[5]
- 1991 Václava Ledvinková: Královna Říše stínů - pod jménem Věra Hučínová[6]
- 1991 Hans Christian Andersen: Přítel[7]
- 1991 Jan Vodňanský: Král v kukani - pod jménem Věra Hučínová[8]
- 1992 František Pavlíček: Ten chytrák Nasreddin - pod jménem Věra Hučínová[9]
- 1992 Robert Louis Stevenson: Skřítek v láhvi[10]
- 1992 Marie Kubátová: Víláček[11]
- 1992 Karel Šiktanc: Král kamenné srdce - pod jménem Věra Hučínová[12]
- 1992 Karel Jaromír Erben: Tři zlaté vlasy děda Vševěda - pod jménem Věra Hučínová[13]
- 1992 Milan Navrátil: Legenda o mořském kameni - pod jménem věra Hučínová[14]
- 1993 Charles Dickens: Čarovná rybí kostička - pod jménem Věra Hučínová[15]
- 1994 Karel Šiktanc: Nejčernější les - pod jménem Věra Hučínová[16]
- 1996 František Pavlíček: Lasička - pod jménem Věra Hučínová[17]
- 1996 Viktor Dyk: Posel[18]
- 1997 Zdeňka Psůtková: Daleký ostrov Sarangán - pod jménem Věra Hučínová[19]
- 1998 Charles Dickens: Vánoční povídka - pod jménem Věra Hučínová[20]
- 1998 Karel Čapek: Vyžeňte lvy - pod jménem Věra Hučínová[21]
- 1998 William Shakespeare: Kupec benátský - pod jménem Věra Hučínová[22]
- 1999 Karel Šiktanc: Černý jezdec, bílý kůň - pod jménem Věra Hučínová[23]
- 2000 Jiří Kafka: O zrádné panně ze Stříbrného luhu - pod jménem Věra Hučínová[24]
- 2000 Přemysl Rut: Babinský a Palacký neboli Báseň a pravda - pod jménem Věra Hučínová[25]
- 2001 Michal Lázňovský: Merlinův odkaz 1/2 - pod jménem Věra Hučínová[26]
- 2002 Alfred de Musset: Marianniny rozmary - pod jménem Věra Hučínová[27]
- 2003 Martina Drijverová: Čertík svaté Juliany[28]
- 2004 Jan Vedral: Símurgh (Mluva ptáků)[29]
- 2004 Vladimír Zajíc: Od nešpor do primy. Kdo zavraždil posledního Přemyslovce?[30]
- 2007 Anne Brontë: Dvojí život Heleny Grahamové
- 2011 Anne Frank: Deník Anne Frankové, Praha : Radioservis, 2011,

### CD
- 2007 Zakládací listiny[31]